# Tänk om jag ångrar mig, och sen ångrar mig igen
Tänk om jag ångrar mig, och sen ångrar mig igen är ett studioalbum av Lars Winnerbäck, utgivet den 18 september 2009. På albumlistorna toppade det i Sverige, och nådde som högst sjätte plats i Norge.

## Låtlista
1. "Järnvägsspår"
2. "Kedjebrev"
3. "Ett sällsynt exemplar"
4. "Du som reser mig"
5. "Du, min vän i livet"
6. "Jag får liksom ingen ordning"
7. "Jag fattar alltihop"
8. "Köpenhamn och överallt"
9. "Fribiljett mot himlen"
10. "Berätta hur du gör"

## Medverkande
- Lars Winnerbäck - Sång, elgitarr och lite, lite nylongitarr
- Ola Gustafsson - Elgitarrer
- Jerker Odelholm - Elbas och lite synthbas
- Johan Persson - Synthesizer, piano, elgitarr, sång
- Anna Stadling - Sång, tamburin
- Anders Hernestam - Trummor, perkussion, tamburin
- Anders Nygårds - Fiol, viola
- Malin-My Wall - Fiol
- Johanna Dahl - Cello

## Listplaceringar
| Lista (2009-2010) | Topplacering |
| ----------------- | ------------ |
| Norge             | 6            |
| Sverige           | 1            |